# セレナ・マニッシュ
セレナ・マニッシュ（Serena-Maneesh）は、ノルウェー・オスロ出身のロックバンド。1999年に結成。

## 概要
2005年にデビュー。
セレナ・マニッシュの音楽性はヴェルヴェット・アンダーグラウンド、ソニック・ユースおよびマイ・ブラッディ・ヴァレンタインと比較される。主に新世代のシューゲイザーとして位置づけられているが、4ADに移籍したこともありゴシック・ロックからの影響を積極的に楽曲に取り入れている。

## メンバーと主な担当楽器

### 現在のメンバー
- エミル・ニコライセン (Emil Nikolaisen) – ボーカル、ギター
- オドネ・マイスフィヨル (Ådne Meisfjord) – エレクトロニクス

### 旧メンバーと協力メンバー
- ヒルマ・ニコライセン (Hilma Nikolaisen) – ベース
- エイシュタン・サンズダレン (Øystein Sandsdalen) – ギター
- トミー・アケルホルト (Tommy "Manboy" Akerholdt) – ドラム
- リーナ・ホルムストレム (Lina (Holmstroem) Wallinder) – ボーカル、パーカッション、オルガン
- ソンドレ・ミドットン (Sondre Tristan Midttun) – ギター
- ハーヴァルド・クロゲダル (Håvard Krogedal) – オルガン、チェロ
- エイヴィンド・シュー (Eivind Schou) – ヴィオラ
- アンダース・ミュラー (Anders Møller) – パーカッション
- アイナー・ルカーシュトゥエン (Einar Lukerstuen) – ドラム
- アン・ソンアン・リー (Ann Sung-An Lee) – ボーカル、パーカッション、オルガン
- マーカス・フォースグレン (Marcus Forsgren) – ベース (元ライオンハート・ブラザーズ)
- ジェニファー・P・フレイザー (Jennifer P. Fraser) – ベース (元ザ・ウォーロックス)
- マルコ・"ストーム"・ハウタコスキ (Marco "Storm" Hautakoski) – ドラム (元セルフミンデッド)

## ディスコグラフィ

### スタジオ・アルバム
- 『セレーナ・マニーシュ』 - Serena Maneesh (2005年)
- Serena Maneesh 2: Abyss in B Minor (2010年)

### EP
- Fixxations EP (2002年)
- Zurück: Retrospectives 1999-2003 (2005年)

### シングル
- "Drain Cosmetics" (2006年)
- "Sapphire Eyes" (2006年)
- "Ayisha Abyss" (2010年)